# Alain Bénichou
Pour les articles homonymes, voir Bénichou.
Alain Bénichou, né le 9 juillet 1959 à Oran (Algérie), est un ingénieur et homme d'affaires français. Il était président d’IBM France jusqu'en juillet 2015 avant de devenir vice-président, Stratégie et Solutions au niveau mondial toujours chez IBM, puis CEO de IBM Greater China Group 

## Parcours professionnel
Ancien élève de Supélec, Alain Bénichou, entre chez IBM France en 1984. Il a notamment été directeur de l'agence PME Ile-de-France puis directeur des opérations PME-PMI. Il est président de Progipart, filiale chargée d'éditions de logiciels de gestion pour PME-PMI.
Entre 2005 et 2007, Alain Bénichou exerce la fonction de vice-président des affaires générales en Europe du Nord où il est notamment chargé de la croissance sur le marché des petites et moyennes entreprises en Europe centrale, en Russie et au Moyen-Orient. Puis de 2007 à 2010, il exerce les fonctions de directeur général du Secteur  distribution, voyage et transport pour IBM Corporation.
En janvier 2010, Alain Bénichou devient président d'IBM France, poste qu'il occupe jusqu'au 1er juillet 2015.
En 2015 il devient vice-président mondial chargé de la Stratégie et des Solutions.
En 2019 il est nommé CEO Greater China Group basé à Pékin.
Alain Bénichou est chevalier de la Légion d'honneur. La décoration lui est remise le 2 juillet 2014 par Arnaud Montebourg.

## Affaires judiciaires

### Affaire de corruption présumée entre IBM et la SNCF
En 2025, l’association anticorruption Anticor a demandé au juge d’instruction de relancer les investigations dans une affaire de corruption présumée liée à un partenariat entre IBM et la SNCF. Alain Benichou, alors président d’IBM France entre 2010 et 2015, est cité parmi les responsables que l’association a demandé au juge instructeur d’entendre,.

## Activités associatives
À son initiative, IBM France signe deux conventions de mécénat de compétences en 2011,.
Par ailleurs, Alain Bénichou s'est lui-même impliqué dans des actions de bénévolat en 2011, notamment auprès du Lycée Jacques-Feyder d'Épinay-sur-Seine, pour aider les jeunes issus de milieu défavorisé à mieux appréhender le monde et les métiers de l'entreprise.
Il fait partie du conseil d'administration de la French-American Foundation et préside le conseil d'administration de l'Institut Henri Poincaré,.
Il fut élu président de l’American Chamber of Commerce en France en 2014 .

## Vidéo
- (fr) « Leaders - Alain Bénichou, président d'IBM France », sur publicsenat.fr/, 25 mars 2011

- (fr) « On revient vers vous - Alain Bénichou, président d'IBM France : « La manipulation ne marche pas en entretien » », sur cadremploi.fr/, 31 octobre 2011